# Kleinpostwitz
Kleinpostwitz (obersorbisch Bójswecyⓘ) ist ein Ortsteil der Stadt Schirgiswalde-Kirschau im sächsischen Landkreis Bautzen.

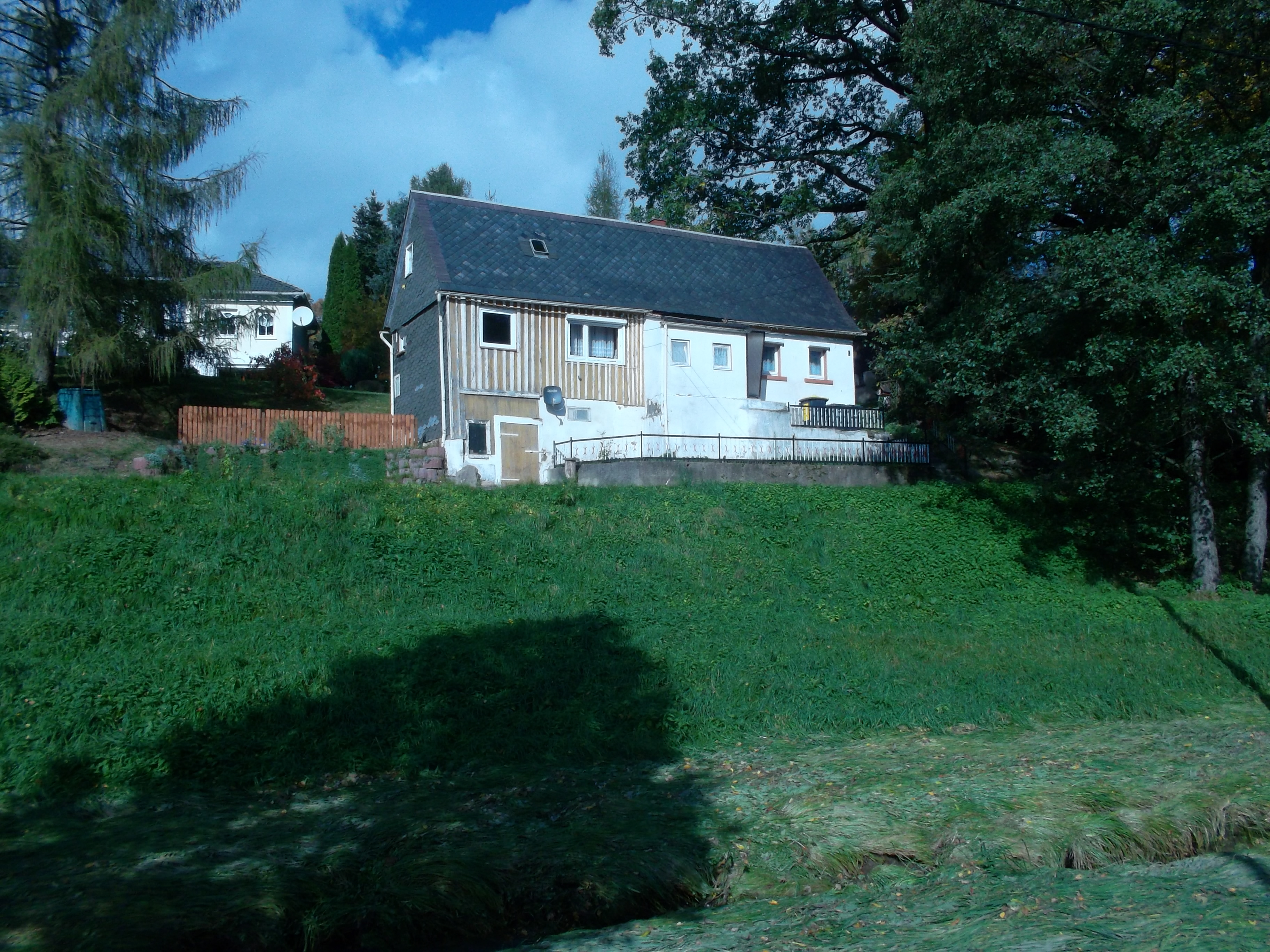
Haus in Kleinpostwitz

## Geografie

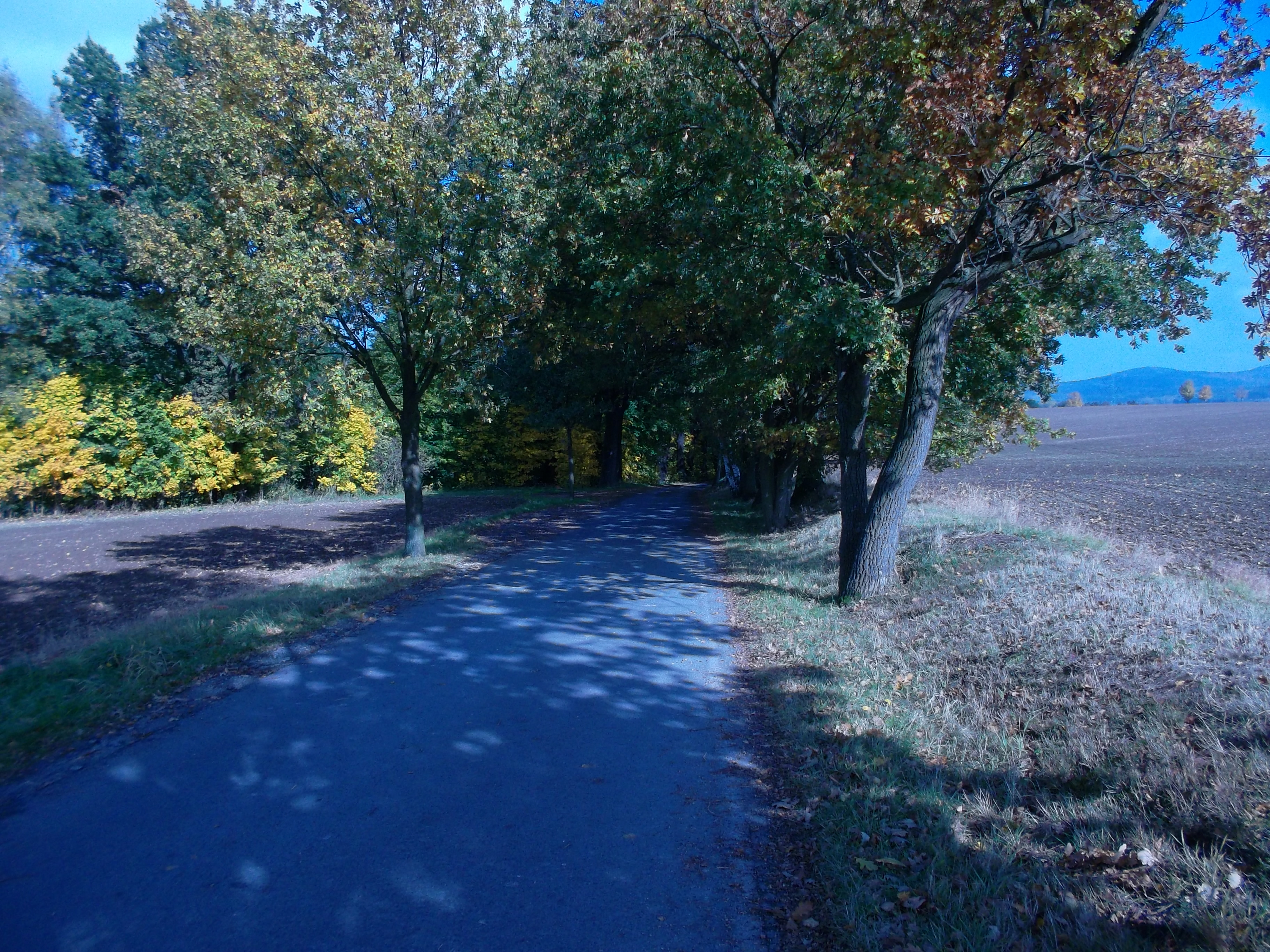
Verbindungsstraße nach Kleinpostwitz

Kleinpostwitz liegt im Oberlausitzer Bergland etwa 10 km südlich von Bautzen. Der Ort befindet sich am Südosthang des Mönchswalder Berges im Tal des Butterwassers.

## Geschichte
Kleinpostwitz wurde erstmals im Jahr 1498 unter dem Namen Bosselwitz urkundlich erwähnt und war bis zur 1934 erfolgten Eingemeindung nach Kirschau eigenständig. Das Dorf ist traditionell landwirtschaftlich geprägt, verfügt aber seit den 1960er Jahren über keinen eigenständigen landwirtschaftlichen Betrieb mehr. Lediglich Forstwirtschaft im Nebenerwerb ist noch anzutreffen.
Seit 1877 durchquert die Bahnstrecke von Bautzen nach Wilthen den Ort. Damit die Bauern die nun größtenteils nördlich der Bahnstrecke liegenden Felder erreichen konnten, wurden in kurzen Abständen vier Brücken errichtet, welche auch heute noch benutzbar sind. Somit verfügt der etwa 4 km lange Streckenabschnitt von Rodewitz nach Wilthen über elf Brücken, aber keinen niveaugleichen Schienenübergang. Der das Dorf durchziehende Bach Butterwasser führt häufig Hochwasser, die schwersten gab es 1924, 1970 und 2010.
Im Jahr 1884 zählte Arnošt Muka im Dorf 78 Einwohner; davon waren 64 Sorben (82 %). Kleinpostwitz war damals der südlichste Ort im sorbischen Kernsprachgebiet. Mittlerweile ist das Sorbische aus dem Alltagsleben des Ortes verschwunden. Kleinpostwitz ist nicht Teil des offiziellen sorbischen Siedlungsgebietes.
Die unmittelbare Nähe zum bereits am Ende des 19. Jahrhunderts wohlhabenden Industrieort Kirschau sorgte dafür, dass Kleinpostwitz bereits 1909 an das Stromnetz und 1938 an das öffentliche Wassernetz angeschlossen wurde; dieses ist 1961 auf nahezu das gesamte Dorf ausgeweitet worden. Seit 1995 wird das Dorf mit dem Abwasserleitungsnetz verbunden, bis zum Jahre 2014 waren alle Gebäude (bis auf ein Gehöft nördlich der Bahnstrecke) angeschlossen.
1902 wurde mit dem Kauf einer Flader-Handdruckspritze der Grundstein für eine Pflichtfeuerwehr gelegt, welche den Dienst aller männlichen Einwohner im Alter von 18 bis 55 Jahren vorsah. Im Jahr 2000 wurde die seit 1934 der Freiwilligen Feuerwehr Kirschau als Kommandostelle unterstellte Freiwillige Feuerwehr aufgelöst. Die Feuerwehrtradition besteht aber mit der 2001 gegründeten Handdruckspritzenmannschaft Kleinpostwitz fort, deren Grundlage die 1902 erworbene Handdruckspritze ist.

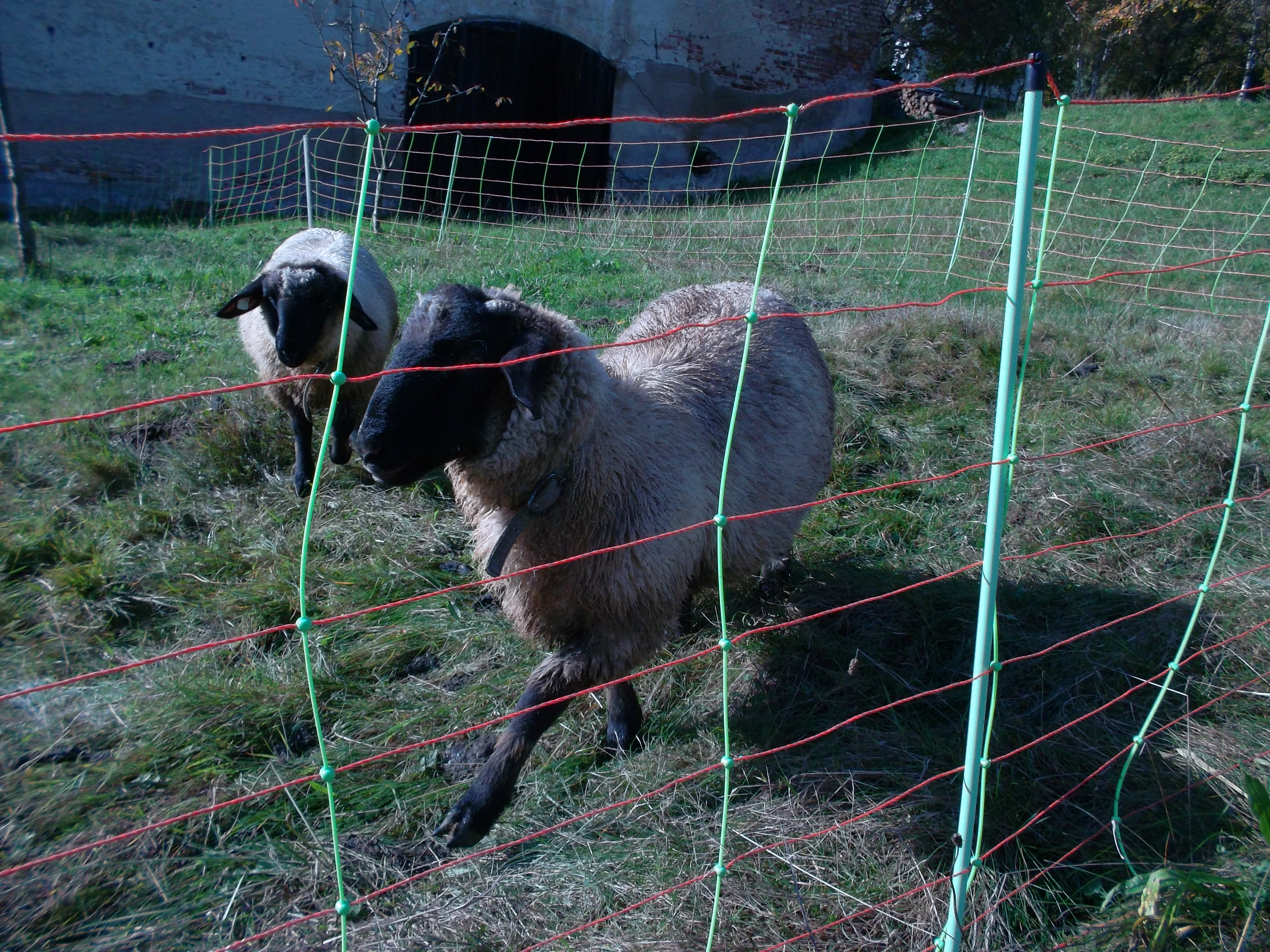
Schafsweide in Kleinpostwitz

## Einwohnerentwicklung
| 1840 | 1870 | 1900 | 1946    | 2011 |
| ---- | ---- | ---- | ------- | ---- |
| 88   | 94   | 104  | 160–170 | 58   |